# John F. Murray
John F. Murray (8 de junio de 1927-24 de marzo de 2020) fue un neumólogo estadounidense conocido por su trabajo en el síndrome de dificultad respiratoria aguda (SDRA), que fue responsable de su muerte después de enfermarse con COVID-19 durante la pandemia de enfermedad por coronavirus de 2020.

## Biografía
Murray se educó en la Universidad de Stanford y luego en la Escuela de Medicina de la Universidad de Stanford. Fue profesor emérito de medicina en la Facultad de medicina de la Universidad de California, San Francisco (UCSF) y jefe de cuidados pulmonares y críticos en el Hospital General de San Francisco de 1966 a 1989.

## Muerte
Después de retirarse de sus puestos de tiempo completo, vivió a tiempo parcial en Francia, donde murió en París después de ser infectado por 2019-nCoV.

## Trabajos
- Murray y Nadel  Textbook de Medicina Respiratoria[7]